# Guido Girardi
Guido Girardi (Terni, 1903 – Terni, 1960) è stato un politico e avvocato italiano, ultimo Podestà di Terni dal 1940 al 1943.

## Biografia
Il padre di Guido Girardi, di origine napoletana, si era trasferito a Terni verso la fine dell'Ottocento mettendo in piedi a Terni un'impresa di costruzioni. Guido, laureatosi in giurisprudenza, avvocato, partecipò alla Marcia su Roma, ottenendone il relativo brevetto, e si iscrisse al Partito Fascista nel 1921 (iscrizione del 2 maggio 1921) ottenendo anche la decorazione della Sciarpa Littorio. Nel 1922 fonda a Terni il gruppo rionale "Berta" del PNF. Fu un fascista moderato, di estrazione borghese, ed un noto professionista avendo esercitato la professione di avvocato con successo.
Fu anche Segretario del Sindacato lavoratori intellettuali di Terni dal 1928 al 1933. Venne nominato Podestà di Terni nel 1940, nei difficili anni della seconda guerra mondiale e dei primi bombardamenti sulla città di Terni che causarono centinaia di vittime civili. Si rifiutò di aderire alla Repubblica Sociale Italiana e, concludendo definitivamente la sua esperienza di politico ed amministratore, si dimise da podestà di Terni all'indomani della caduta del Fascismo nel luglio 1943.